# Phyllomacromia insignis
Phyllomacromia insignis – gatunek ważki z rodziny Macromiidae.